# Ungarische Beachhandball-Nationalmannschaft der männlichen Jugend
Die ungarische Beachhandball-Nationalmannschaft der männlichen Jugend repräsentiert den ungarischen Handball-Verband in der Altersklasse der Jugend (U 16, U 17, U 18) als Auswahlmannschaft auf internationaler Ebene bei Länderspielen im Beachhandball gegen Mannschaften anderer nationaler Verbände. Sie steht damit altersmäßig vor der Nationalmannschaft der Junioren sowie der A-Nationalmannschaft. Das weibliche Pendant ist die Ungarische Beachhandball-Nationalmannschaft der weiblichen Jugend. Den Kader nominiert der Nationaltrainer.

## Geschichte
Die Nationalmannschaft wurde in der zweiten Hälfte der 2000er Jahre gegründet und nahm im Rahmen der Jugendeuropameisterschaften 2008 erstmals an einer internationalen Meisterschaft teil. Auch die Jugendeuropameisterschaften 2011 wurden als Jugend-Europameisterschaften ausgetragen, obwohl sie als U-19-Turnier durchgeführt wurden. Sie wird als U-19-Turnier dennoch bei der Junioren-Nationalmannschaft behandelt.
Die ungarischen Nachwuchsmannschaften sind neben denen aus Spanien und Kroatien die erfolgreichsten in Europa. Sie haben die Titel bei zwei Jugend-Europameisterschaften (2008, 2014) sowie zwei Silber- (2017, 2019) und eine Bronzemedaille (2012) gewonnen.

## Trainer
| Cheftrainer - 2008–2016: Péter Somogyi - seit 2017: Gergely Penszki | Co-Trainer - 2008–2015: Zoltán Pinizsi |

## Teilnahmen

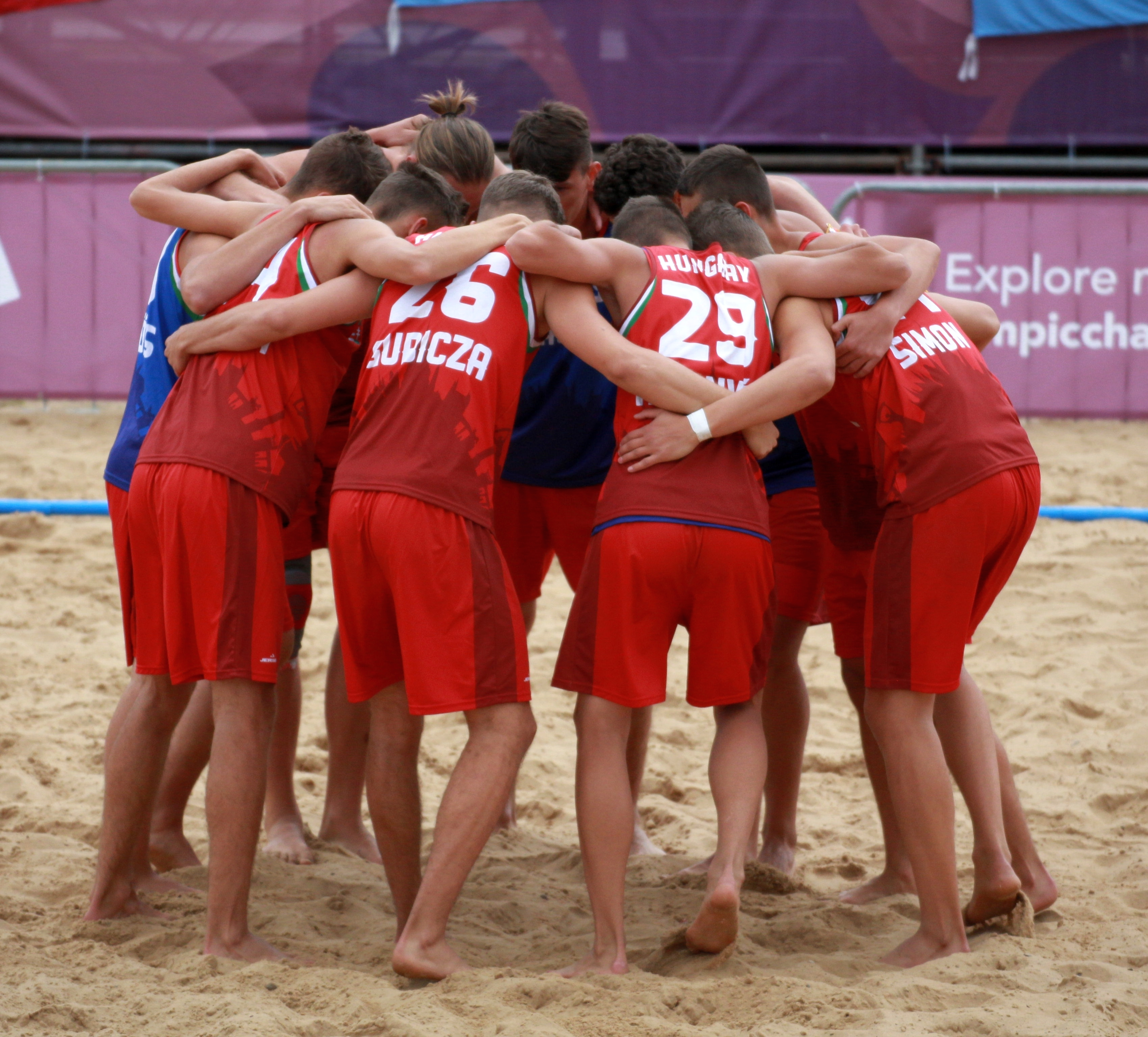
Die ungarische Mannschaft schwört sich vor dem Hauptrundenspiel gegen Portugal auf die Begegnung ein

Olympische Jugend-Sommerspiele
- 2018 (U 18): 5.

Jugend-Europameisterschaften
- 2008 (U 18): 1.
- 2012 (U 18): 3.
- 2014 (U 18): 1.
- 2016 (U 16): 9.
- 2017 (U 17): 2.
- 2018 (U 18): 7.
- 2019 (U 17): 2.

- EM 2008[1]: Tamás Borsos • Márton Cseh Németh • Levente Farkas • Lóránd Hódi • András John • János Kovarszki • Tamás Pinizsi • Olivér Robotka • Norbert Szabó • Péter Prohászka
- EM 2012[2]: Balázs Csuka • Tamás Fehér • Norbert Gyene • Péter Hajdú • Attila Kiss • Attila Kun • Richárd Silkó • Patrik Vizes • Bence Zakics • Gergő Zsoldos
- EM 2014[3]: Attila Apró • Gergő Babiczky • Ádám Balogh (TW) • Xavér Deményi • Bence Fodor • Balázs Glózik • Norbert Jóga • Márk Kovács • Zalán Tihaméri • Péter Valler
- EM 2016[4]: Marcell Fenyvesi • Benedek Gyimesi • Kristóf Győri • Balázs Házi • Bence Hornyák • Áron Hutvágner • Krisztián Papp • Zalán Salamon • István Székely • Benedek Tóth
- EM 2017[5]: Marcell Fenyvesi • Csaba Gubicza • Benedek Gyimesi • Bence Hornyák • Barnabás Marczika • Balázs Matuszka • Viktor Melnicsuk • Kristóf Simon • István Székely • Benedek Tóth
- EM 2018[6]: Marcell Fenyvesi • Marczika Barnabás • Balázs Matuszka • Viktor Melnicsuk • Csanád Neukum • Krisztián Papp • Bence Seprős • Kristóf Simon • Mátyás Sövegjártó • István Székely • Benedek Tóth
- OJS 2018[7]: Marcell Fenyvesi • Csaba Gubicza • Bence Hornyák • Barnabás Marczika • Balázs Matuszka • Viktor Melnicsuk • Bence Seprős • Kristóf Simon • Benedek Tóth
- EM 2019[8]: Dávid Barkó Csaba • Botond Csákay • Ádám Fekete • Bálint Katus • Ákos Hermann • Botond Lukács • Balázs Nagy • Máté Panák • Ákos Preszter • Erhárd Sisa • Gergely Szikora • Benjámin Szilágyi

## Einzelbelege
1. ↑  European Handball Federation - 2008 Men's ECh Beach Handball 18 / Final Round. Abgerufen am 19. November 2020 (englisch).
2. ↑  European Handball Federation - 2012 Men's ECh Beach Handball 18 / Final Tournament. Abgerufen am 19. November 2020 (englisch).
3. ↑  European Handball Federation - 2014 Men's ECh Beach Handball 18 / Final Tournament. Abgerufen am 19. November 2020 (englisch).
4. ↑  European Handball Federation - 2016 Men's ECh Beach Handball 16 / Final Tournament. Abgerufen am 19. November 2020 (englisch).
5. ↑  European Handball Federation - 2017 Men's Ech Beach Handball 17 / Final Tournament. Abgerufen am 19. November 2020 (englisch).
6. ↑  European Handball Federation - 2018 Men's ECh Beach Handball 18 / Final Tournament. Abgerufen am 19. November 2020 (englisch).
7. ↑  2018 Summer Youth Olympics Official Result Book Beach handball
8. ↑  European Handball Federation - 2019 Men's Ech Beach Handball 17 / Final Tournament. Abgerufen am 19. November 2020 (englisch).